# Balkan black box
balkan black box ist das derzeit einzige Kunst- und Kultur-Festival zu Südosteuropa in Deutschland. Es wurde 1999 gegründet und findet seitdem einmal jährlich in Berlin statt. Über den Zeitraum von einer Woche werden Filme, Ausstellungen, Literatur, Theater, Performance, Musik und Diskussionen aus und über Südosteuropa präsentiert.

## Konzept
Das Festival wurde mit dem Anliegen gegründet, Kunst und Kultur aus den postsozialistischen Ländern des Balkans darzustellen. Und zwar vor dem Hintergrund der Tatsache, dass die Balkangesellschaften für viele westeuropäische Länder noch immer eine "Black Box" sind. In den Jahren seit der Gründung 1999 hat sich das Bild des Balkans maßgeblich weiterentwickelt und verändert. Das ist der Grund dafür, dass im Rahmen des Festivals immer neue Fragen im Kontext aktueller Veränderungsprozesse gestellt werden und unterschiedliche Themen in den Mittelpunkt rücken. Dank der spezifischen Ausrichtung und Einzigartigkeit von balkan black box kommt dem Festival mittlerweile bundesweite Aufmerksamkeit zu.

## Organisation
Das Festival wird durch eine Gruppe internationaler Kulturschaffender getragen, die in unterschiedlichen – biografischen und/oder fachlichen – Zusammenhängen zu Südosteuropa stehen. Das Kernteam besteht zurzeit aus ca. 15 Personen (Stand: 11/2008). Aufgrund der offenen Struktur sind im Verlauf der Zeit zahlreiche fruchtbare Kooperationen entstanden, insbesondere zu Berliner Migrantengruppen, Kulturinstitutionen in Berlin sowie kulturellen Einrichtungen und Organisationen in Südosteuropa.

## Programme 1999–2008
- 1999: Die Rolle der "Oppositionskultur" in Ex-Jugoslawien
- 2000: "black market culture" (Pula, Kroatien)
- 2001: Unabhängige Kultur zwischen Markt und Staat
- 2002: "Zwischenräume/Zwischenzeit": Identität in Umbruchsgesellschaften
- 2003: "Der Balkan ist anders": Neue Trends und Entwicklungen in der Kulturproduktion des Balkans
- 2004: "Böse Kunst. Kulturproduktion und Nationalismus"
- 2005: "turbocultures – Der Balkan zwischen Archaik und Postmoderne"
- 2006: "Erinnerungsräume"
- 2008: "Balkan Bazaar Evropa"

## Filmwettbewerb Golden Black Box
Seit 2004 findet im Rahmen des Festival ein internationaler Filmwettbewerb in den Kategorien Spiel-, Doku- und Kurzfilm statt. 2006 gab es außerdem erstmals Preisverleihungen in den Bereichen "Newcomer" und "Human Rights Award". Der Wettbewerb würdigt insbesondere kritische Filmproduktionen aus Südosteuropa und zielt in diesem Zusammenhang auf die Förderung der unabhängigen Berichterstattung.

### Preisträger
- 2004: Der Film Cement von Tamara Milosevic gewinnt in der Kategorie Bester Dokumentarfilm

## Rahmenbedingungen
Finanzierung:
bbb wurde bis dato vor allem von Berliner Kulturinstitutionen gefördert. Außerdem waren politische Stiftungen, Botschaften Südosteuropas sowie private Sponsoren an der Finanzierung beteiligt.
Veranstaltungsorte:
- Volksbühne Berlin
- Theater Hebbel am Ufer
- Pfefferberg
- Kunsthaus Tacheles
- ACUD
- Kino Babylon in Berlin-Mitte
- Ballhaus Naunynstrasse

Besucherzahlen:
Etwa 3000 Menschen besuchen das Balkan Black Box Festival jährlich.